# Рейхель, Адольф
Адольф Генрих Иоганн Рейхель (нем. Adolf Heinrich Johann Reichel; 30 августа 1820, Турсниц, Пруссия (ныне Тужнице, гмина Грудзёндз, Польша) — 5 марта 1896, Берн) — немецкий хоровой дирижёр, музыкальный педагог, пианист, композитор.
Учился в Берлине у Зигфрида Дена и Людвига Бергера, затем в Париже. Был дружен с М. А. Бакуниным, с которым познакомился в 1842 г. в Дрездене и затем переписывался многие годы, в том числе в период тюремного заключения Бакунина, а затем также с И. С. Тургеневым и с А. И. Герценом; вторым браком был женат (с 1849 г.) на близком друге Герцена Марии Эрн (1823—1916).
Начал композиторскую карьеру сборником песен для голоса и фортепиано (1835), в 1843 г. Роберт Шуман скептически отозвался о его фортепианной сонате. В 1850-е гг. жил и работал в Париже; камерную музыку Рейхеля исполнял квартет Дельфена Аляра. В 1857—1867 гг. преподавал в Дрезденской консерватории и одновременно руководил Певческой академией Драйсига, среди учеников Рейхеля — Юрий Голицын и Август Клугхардт. Опубликовал учебник гармонии (1862). Пианистка Софи Мюллер в письме Сезару Франку (1861) характеризует Рейхеля как влиятельного музыканта. Затем работал в Берне, возглавляя хор Общества святой Цецилии.